# Mo Foster
Mo Foster (ur. 22 grudnia 1944 w Byfleet, zm. 3 lipca 2023) – brytyjski muzyk sesyjny, gitarzysta basowy oraz producent.
Jako muzyk sesyjny zagrał na ponad 350 albumach i wielu singlach z takimi artystami jak Phil Collins, Jeff Beck, Gerry Rafferty, Ringo Starr, Gary Moore, Cher, Peter Green, José Carreras, Elkie Brooks, Michael Schenker Group, Olivia Newton-John, Neil Innes, Judie Tzuke, Sheena Easton, Meat Loaf, Andrew Lloyd-Webber & Tim Rice, Luka Bloom oraz wieloma innymi.
Podczas swojej kariery pracował w studiach na całym świecie, m.in. w Wielkiej Brytanii, Niemczech, Kanadzie, Francji, Włoszech czy Japonii.